# Бруно II (Кьолн)
Бруно фон Берг (на немски: Bruno von Berg; * ок. 1100; † 29 май 1137, Трани/Апулия) е като Бруно II архиепископ на Кьолн от 1131 до 1137 г.

## Живот
Той е син на граф Адолф I фон Берг († 1106) и съпругата му Аделхайд фон Лауфен (* 1075).
През 1119 г. Бруно е пропст на „Св. Кастор“ в Кобленц, от 1127 г. е пропст на Гереон в Кьолн и домхер на Кьолн. На 25 декември 1131 г. той е избран при втория избор за архиепископ на Кьолн в присъствието на крал Лотар III и един папски легат. През 1133 г. той преобразува заедно с братята си Адолф и Еберхард замък Берге при Алтенберг в манастир.
Бруно фон Берг умира на 29 май 1137 г. в Трани/Апулия, когато придружава Лотар III в поход против Рожер II от Сицилия.